# Campeonato Mundial de Atletismo de 2011 - Arremesso de peso feminino
O arremesso de peso masculino do Campeonato Mundial de Atletismo de 2011 foi disputada entre os adias 28 e 29 de agosto  no Daegu Stadium, em Daegu

## Recordes
Antes desta competição, os recordes mundiais e do campeonato nesta prova eram os seguintes:
| Tipo                  | Atleta             | Distância | Local  | Data                  | Ref |
| --------------------- | ------------------ | --------- | ------ | --------------------- | --- |
|                       | Natalya Lisovskaya | 22,63     | Moscou | 7 de junho de 1987    | ver |
| Recorde do campeonato | Natalya Lisovskaya | 21,24     | Roma   | 5 de setembro de 1987 | ver |

## Medalhistas
| Ouro                | Prata                           | Bronze            |
| Valerie Adams (NZL) | Jillian Camarena-Williams (USA) | Gong Lijiao (CHN) |

## Cronograma
| Data         | Hora  | Evento        |
| ------------ | ----- | ------------- |
| 28 de agosto | 10:20 | Primeira fase |
| 29 de agosto | 20:40 | Final         |

Todos os horários são horas locais (UTC +9)

## Resultados

### Primeira fase
Qualificação: Desempenho de qualificação 18,65 m (Q) ou pelo menos 12 melhores (q) avançam para a final. 
| Colocação | Grupo | Atleta                    | Nacionalidade     | Teste 1 | Teste 2 | Teste 3 | Resultado | Notas |
| --------- | ----- | ------------------------- | ----------------- | ------- | ------- | ------- | --------- | ----- |
| 1         | A     | Valerie Adams             | Nova Zelândia     | 19.79   |         |         | 19.79     | Q     |
| 2         | B     | Gong Lijiao               | China             | 19.21   |         |         | 19.21     | Q     |
| 3         | B     | Christina Schwanitz       | Alemanha          | 19.20   |         |         | 19.20     | Q, SB |
| 4         | A     | Jillian Camarena-Williams | Estados Unidos    | 19.09   |         |         | 19.09     | Q     |
| 5         | B     | Anna Omarova              | Rússia            | 17.86   | 18.01   | 19.03   | 19.03     | Q     |
| 6         | A     | Cleopatra Borel-Brown     | Trinidad e Tobago | 18.20   | 18.41   | 18.95   | 18.95     | Q     |
| 7         | A     | Anna Avdeyeva             | Rússia            | 18.32   | 18.33   | 18.92   | 18.92     | Q     |
| 8         | B     | Yevgeniya Kolodko         | Rússia            | 18.58   | 18.90   |         | 18.90     | Q     |
| 9         | A     | Natallia Mikhnevich       | Bielorrússia      | 18.88   |         |         | 18.88     | Q     |
| 10        | B     | Michelle Carter           | Estados Unidos    | 18.85   |         |         | 18.85     | Q     |
| 11        | A     | Nadine Kleinert           | Alemanha          | 18.75   |         |         | 18.75     | Q     |
| 12        | A     | Li Ling                   | China             | 18.67   |         |         | 18.67     | Q     |
| 13        | B     | Chiara Rosa               | Itália            | 17.69   | 18.27   | 18.28   | 18.28     |       |
| 14        | B     | Mailín Vargas             | Cuba              | x       | 18.27   | x       | 18.27     |       |
| 15        | A     | Misleydis González        | Cuba              | 18.24   | 17.96   | 17.83   | 18.24     |       |
| 16        | B     | Liu Xiangrong             | China             | 17.59   | 17.96   | 18.22   | 18.22     |       |
| 17        | A     | Julie Labonté             | Canadá            | 17.66   | 18.04   | x       | 18.04     |       |
| 18        | A     | Josephine Terlecki        | Alemanha          | 17.85   | 17.72   | 17.20   | 17.85     |       |
| 19        | B     | Natalia Ducó              | Chile             | 17.42   | x       | 17.42   | 17.42     |       |
| 20        | A     | Sarah Stevens-Walker      | Estados Unidos    | 16.50   | x       | 17.20   | 17.20     |       |
| 21        | B     | Anita Márton              | Hungria           | x       | 16.33   | 17.04   | 17.04     |       |
| 22        | B     | Lee Mi-Young              | Coreia do Sul     | 16.08   | 16.18   | 15.96   | 16.18     |       |
| 23        | B     | Simoné du Toit            | África do Sul     | 15.83   | x       | x       | 15.83     |       |
| 24        | A     | Radoslava Mavrodieva      | Bulgária          | x       | 15.76   | x       | 15.76     |       |
|           | B     | Nadzeya Astapchuk         | Bielorrússia      | 19.11   |         |         | 19.11     | DSQ   |

### Final
A final foi iniciada as 20:40 
| Colocação         | Atleta                    | Nacionalidade     | Teste 1 | Teste 2 | Teste 3 | Teste 4 | Teste 5 | Teste 6 | Resultado | Notas      |
| ----------------- | ------------------------- | ----------------- | ------- | ------- | ------- | ------- | ------- | ------- | --------- | ---------- |
| Medalha de ouro   | Valerie Adams             | Nova Zelândia     | 19.37   | x       | 20.04   | 20.72   | x       | 21.24   | 21.24     | CR, AR, WL |
| Medalha de prata  | Jillian Camarena-Williams | Estados Unidos    | 19.63   | 18.53   | 19.24   | 20.02   | 18.80   | 19.44   | 20.02     |            |
| Medalha de bronze | Gong Lijiao               | China             | 19.64   | x       | x       | 19.82   | 19.97   | x       | 19.97     |            |
| 4                 | Yevgeniya Kolodko         | Rússia            | 18.42   | 18.28   | 19.78   | x       | x       | 19.26   | 19.78     | PB         |
| 5                 | Li Ling                   | China             | 19.12   | 19.71   | 19.23   | 19.60   | 19.50   | 19.49   | 19.71     |            |
| 6                 | Anna Avdeyeva             | Rússia            | 18.80   | 18.65   | 19.16   | 18.96   | 19.54   | 18.51   | 19.54     | SB         |
| 7                 | Nadine Kleinert           | Alemanha          | 19.26   | x       | 18.83   | x       | x       | -       | 19.26     | SB         |
| 8                 | Michelle Carter           | Estados Unidos    | 18.76   | x       | 18.13   |         |         |         | 18.76     |            |
| 9                 | Anna Omarova              | Rússia            | 18.67   | x       | x       |         |         |         | 18.67     |            |
| 10                | Natallia Mikhnevich       | Bielorrússia      | 18.44   | x       | 18.47   |         |         |         | 18.47     |            |
| 11                | Christina Schwanitz       | Alemanha          | 17.96   | x       | x       |         |         |         | 17.96     |            |
| 12                | Cleopatra Borel-Brown     | Trinidad e Tobago | x       | 17.62   | 17.53   |         |         |         | 17.62     |            |
|                   | Nadzeya Astapchuk         | Bielorrússia      | 19.58   | 19.34   | 19.87   | 19.87   | 20.05   | 19.60   | 20.05     | DSQ        |

Legenda
| Recorde mundial       | Recorde mundial (World record)               |                       | Recorde africano                      | Recorde africano (African) |                                           | Q | Classificado por posição (Qualified) |
| Recorde do campeonato | Recorde do campeonato (Championship record)  | Recorde da América    | Recorde da América (Americas)         | q                          | Classificado por melhor tempo (Qualified) |   |                                      |
| Melhor marca do ano   | Melhor marca do ano (World leading)          | Recorde asiático      | Recorde asiático (Asian)              | DNS                        | Não largou (Did not start)                |   |                                      |
| Recorde nacional      | Recorde nacional (National record)           | Recorde europeu       | Recorde europeu (European)            | DNF                        | Não terminou (Did not finish)             |   |                                      |
| Recorde pessoal       | Recorde pessoal do atleta (Personal best)    | Recorde da Oceania    | Recorde da Oceania (Oceania)          | DSQ / DQ                   | Desclassificado (Disqualified)            |   |                                      |
| Recorde da temporada  | Recorde da temporada do atleta (Season best) | Recorde sul-americano | Recorde sul-americano (South America) | NM                         | Sem marca (No mark)                       |   |                                      |